# Philip Kassel
Philip Kassel, (Alemanha, 26 de setembro de 1876 - desc.) foi um ginasta alemão que competiu em provas de ginástica artística pela equipe dos Estados Unidos.
Nascido na Alemanha, mudou-se para os Estados Unidos. Nessa época, juntou-se a um ginásio alemão para praticar ginástica. Em 1904, nos Jogos Olímpicos de St. Louis, fez parte da equipe estadunidense Turngemeinde Philadelphia. Junto aos companheiros Julius Lenhart, Anton Heida, Max Hess, Ernst Reckeweg e John Grieb, conquistou a medalha de ouro por equipes, após superar os dois outros times dos Estados Unidos. Individualmente, não disputou provas em sua única edição olímpica.